# 쿠르스크 (영화)
《쿠르스크》(Kursk)는 벨기에에서 제작된 토마스 빈터베르그 감독의 2018년 드라마 영화이다. 2000년 쿠르스크 호 침몰 사고의 실화를 바탕으로 한 로버트 무어의 책 A Time to Die에 기반을 둔다. 마티아스 쇼에나에츠 등이 주연으로 출연하였고 아리엘 제이통 등이 제작에 참여하였다.

## 출연

### 주연
- 마티아스 쇼에나에츠
- 콜린 퍼스
- 레아 세이두

### 조연
- 막스 폰 시도우 - 블라디미르 페트렌코 역
- 미카엘 니크비스트
- 아르테미 스피리도노프
- 오거스트 딜
- 마치아스 슈와바이어퍼
- 조엘 바스만
- 비아르네 헨릭센
- 페테르 시모니슈에크
- 라르스 브리그만
- 구스타프 해마스튼
- 피츠 버코우스키
- 헬렌 레인가르드 뉴먼
- 미글렌 미르체브

## 기타
- 사운드슈퍼바이저: 기욤 부샤띠에
- 미술: 티에리 플라망
- 세트: 리방 바에스
- 세트: 파스칼레 윌라마
- 의상: 캐서린 마챈드
- 배역: 지지 아코카
- 배역: 무스타파 수이디
- 배역: 허브 제쿠보위즈

## 같이 보기
- 쿠르스크 호 침몰 사고